# Contea di Berks
La contea di Berks (in inglese Berks County; in tedesco della Pennsylvania Barricks Kaundi) è una contea dello Stato della Pennsylvania, negli Stati Uniti. La popolazione al censimento del 2000 era di 373 638 abitanti. Il capoluogo di contea è Reading.

## Geografia
La contea si trova nel sud-est dello Stato. La contea è delimitata a nord dal Blue Mountain. È costituita principalmente da un territorio montuoso nella provincia fisiografica Appalachian Ridge and Valley, ad eccezione dell’angolo meridionale che presenta dolci colline. I principali corsi d’acqua sono i fiumi Schuylkill e Conestoga, e i torrenti Maiden, Hay, Northkill, Tulpehocken, Allegheny, Monocacy e Manatawny. Le aree ricreative includono i laghi Ontelaunee e Blue Marsh, nonché i parchi statali Nolde Forest e French Creek.

### Contee confinanti
- Contea di Lehigh - nord-est
- Contea di Montgomery - sud-est
- Contea di Chester - sud
- Contea di Lancaster - sud-ovest
- Contea di Lebanon - ovest
- Contea di Schuylkill - nord-ovest

## Storia
Un tempo abitata dal popolo Delaware, la regione fu colonizzata da insediamenti di tedeschi. La contea fu creata nel 1751 e prese il nome dal Berkshire, in Inghilterra.

## Comuni[4]
| - Adamstown - borough - Albany - township - Alsace - township - Amity - township - Bally - borough - Bechtelsville - borough - Bern - township - Bernville - borough - Bethel - township - Birdsboro - borough - Boyertown - borough - Brecknock - township - Caernarvon - township - Centre - township - Centerport - borough - Colebrookdale - township - Cumru - township - District - township - Douglass - township - Earl - township - Exeter - township - Fleetwood - borough - Greenwich - township - Hamburg - borough - Heidelberg - township - Hereford - township - Jefferson - township - Kenhorst - borough - Kutztown - borough - Laureldale - borough - Leesport - borough - Lenhartsville - borough - Longswamp - township - Lower Alsace - township - Lower Heidelberg - township - Lyons - borough - Maidencreek - township | - Marion - township - Maxatawny - township - Mohnton - borough - Mount Penn - borough - Muhlenberg - township - New Morgan - borough - North Heidelberg - township - Oley - township - Ontelaunee - township - Penn - township - Perry - township - Pike - township - Reading - city - Richmond - township - Robeson - township - Robesonia - borough - Rockland - township - Ruscombmanor - township - Shillington - borough - Shoemakersville - borough - Sinking Spring - borough - South Heidelberg - township - Spring - township - St. Lawrence - borough - Tilden - township - Topton - borough - Tulpehocken - township - Union - township - Upper Bern - township - Upper Tulpehocken - township - Washington - township - Wernersville - borough - West Reading - borough - Windsor - township - Womelsdorf - borough - Wyomissing - borough |